# Raiffeisenbank Bad Saulgau
Die Raiffeisenbank Bad Saulgau eG ist eine Genossenschaftsbank mit Sitz in der baden-württembergischen Stadt Bad Saulgau im Landkreis Sigmaringen.

## Geschichte
Die heutige Raiffeisenbank Bad Saulgau eG wurde am 16. Februar 1925 im damaligen Saulgau gegründet und fusionierte zuletzt im Jahr 1981 als damalige Raiffeisenbank Saulgau eG mit der Raiffeisenbank Braunenweiler e.G. mit dem Sitz in Braunenweiler, der Raiffeisenbank Fulgenstadt eG mit dem Sitz in Fulgenstadt und der Raiffeisenbank Renhardsweiler eG mit dem Sitz in Renhardsweiler, die allen ihren Sitz im heutigen Bad Saulgau hatten. Im Jahr 1972 fusionierte die damalige Genossenschaftsbank Saulgau-Land eGmbH mit der Spar- und Darlehnskasse Mieterkingen eGmbH mit dem Sitz in Mieterkingen sowie 1968 mit der Spar- und Darlehnskasse Bolstern eGmbH mit dem Sitz in Bolstern.

## Rechtsverhältnisse
Die Raiffeisenbank Bad Saulgau eG ist im Genossenschaftsregister beim Amtsgericht Ulm unter GnR 560028 eingetragen.

## Organisationsstruktur
Rechtsgrundlagen sind das Genossenschaftsgesetz und die durch die Generalversammlung beschlossene Satzung. Organe der Bank sind der Vorstand, der Aufsichtsrat und die Generalversammlung.

## Sicherungseinrichtung
Die Raiffeisenbank Bad Saulgau eG ist der amtlich anerkannten Sicherungseinrichtung des Bundesverbandes der Deutschen Volksbanken und Raiffeisenbanken GmbH und der zusätzlichen freiwilligen Sicherungseinrichtung des Bundesverbandes der Deutschen Volksbanken und Raiffeisenbanken e.V. angeschlossen.

## Geschäftsausrichtung
Die Raiffeisenbank Bad Saulgau eG betreibt das Universalbankgeschäft. Im Verbundgeschäft arbeitet sie mit der DZ Bank, R+V Versicherung, Bausparkasse Schwäbisch Hall, Teambank, VR Leasing, DZ Hyp und der Union Investment zusammen.

## Geschäftsgebiet
Das Geschäftsgebiet liegt im Osten des Landkreises Sigmaringen.
Neben der Geschäftsstelle am Hauptsitz der Bank wird keine weitere Geschäftsstelle betrieben.
In Bad Saulgau liegt auch das Geschäftsgebiet der Volksbank Bad Saulgau eG, welches sich somit räumlich mit dem der Raiffeisenbank Bad Saulgau eG überschneidet.